# Bruch (Adelsgeschlecht)

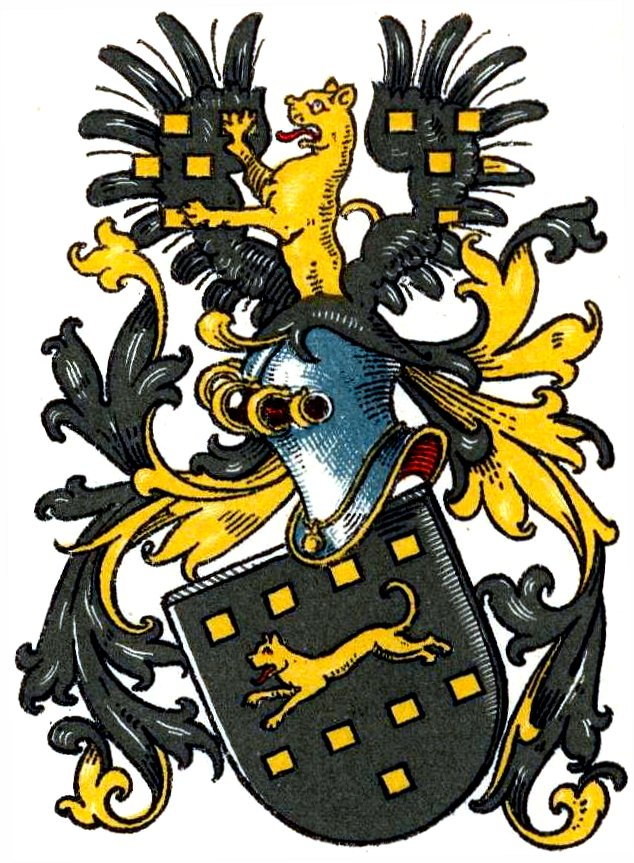
Wappen derer von dem Bruch im Wappenbuch des Westfälischen Adels

Die Herren von dem Bruch (auch: Brock, Brocke, Broke, Broike, Broich, Broiche o. ä.) waren ein westfälisches Adelsgeschlecht, das sich ursprünglich von Hundem (auch: Hundeme, Hundemen o. ä.) und von Hundem gen. (von dem) Bruch nannte.
Zu unterscheiden ist es von dem jülich'schen Adelsgeschlecht Broich, das sich auch Bruch nannte.

## Geschichte
Das Geschlecht stellte Vögte und Drosten in Hundem, einer Freigrafschaft im Amt Bilstein im Sauerland, zunächst noch unter dem Namen von Hundem. 1261 erscheinen Ditmar und Arnold, Ritter, als Vögte zu Hundeme. 1295 war Conrad gen. Hundem Komtur der Deutschordenskommende Mülheim. Gottfried von Hundem war 1308 Bürgermeister der Stadt Hirschberg und Ludowicus Hundemius 1327 Bürgermeister zu Grevenstein. Bylik, Stine und Bela von Hundeme, Töchter von Alves von Hundem, und ihr Vormund Johann von Hundeme verkauften den Hof zu Niedermelbyke. 1399 war Diedrich von Hundem Bürger zu Brilon. Jasper von Hundem, ein Freund des Herrn von Werminghaus, schickte 1412 einen Fehdebrief an das Kapitel zu Soest.
Um 1350 errichtete die Familie das Haus Bruch im Norden der Gemeinde Kirchhundem. Fortan nannte sie sich nach dem neuen Wohnsitz von Hundem gen. (von dem) Bruch. Eine Urkunde aus dem Jahr 1356 berichtet, dass der Edelherr Johann von Burg Bilstein die Brüder Adolf und Degenhard von Hundem und ihr Haus in seinen Schutz nahm. In der Folgezeit stellte die Familie von dem Bruch Burgmänner und von 1421 bis zum Ende der märkischen Zeit im Jahr 1445 mit Johann von dem Bruch auch den Amtmann auf Burg Bilstein. Jener Johann von dem Bruch zu Burg Bilstein musste die Burg in der Soester Fehde nach mehrwöchiger Belagerung schließlich an den Kölner Erzbischof Dietrich II. von Moers übergeben.
Das Geschlecht derer von dem Bruch erlosch im Mannesstamm mit dem Tod von Johann Nikolaus von Bruch am 29. November 1761. Der Besitz der Familie ging an die verschwägerte Familie von Schade über.

## Persönlichkeiten
- Johann von dem Bruch († 1464), ab 1437 Amtmann zu Burg Bilstein
- Evert von dem Bruch, 1475/1514 Amtmann im Amt Fredeburg
- Sibilla von dem Bruch, 1488–1494 Äbtissin im Stift Keppel[3]
- Johann von dem Bruch, 1521/1527 Amtmann im Amt Fredeburg
- Johann Richwin von dem Bruch († zwischen 1552 und 1556 vermutlich in Bonn), deutscher Jurist, Diplomat und Rat mehrerer Kölner Bischöfe

## Wappen
Blasonierung: In dem schwarzen, mit goldenen Schindeln bestreuten Schild ein laufender, goldener Hund. Auf dem Helm ein schwarzer, offener Flug, zwischen den mit goldenen Schindeln bestreuten, schwarzen Flügeln ein goldener Hund wachsend. Die Helmdecken sind schwarz-golden.
Teilweise wird der Schild abweichend auch ohne Schindeln dargestellt.
Weitere Wappendarstellung:

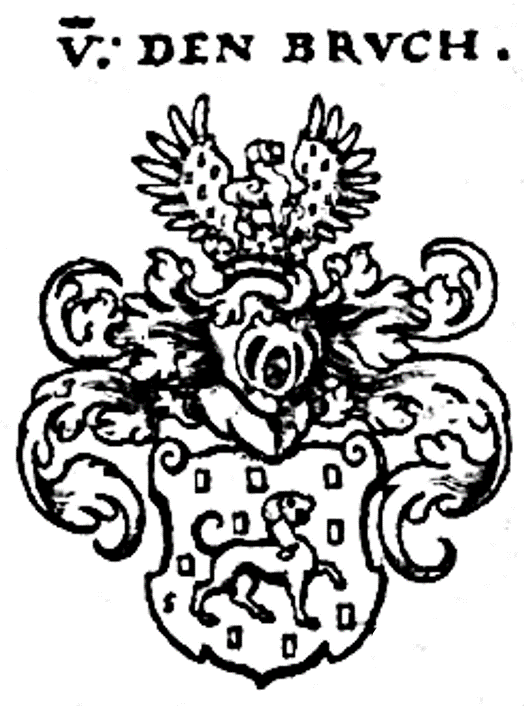
Wappen derer von Bruch bei Siebmacher